# Bembidion laterale
Bembidion laterale is een keversoort uit de familie van de loopkevers (Carabidae). De wetenschappelijke naam van de soort is voor het eerst geldig gepubliceerd in 1819 door Samouelle.